# Middle Years Programme
Middle Years Programme (International Baccalaureate Middle Years Programme) – część międzynarodowego programu edukacyjnego International Baccalaureate. Obejmuje on dzieci w wieku gimnazjalnym (11 do 16 lat). W programie uczestniczy 1449 szkół, w tym 9 w Polsce.
Z powodu reformy edukacji dostępność MYP w Polsce może ulec zmniejszeniu. Przed reformą z 2017 MYP w Polsce głównie występowało w gimnazjach.

## Przedmioty w Middle Years Programme
W MYP występuje 8 przedmiotów. W każdym roku trwania MYP w danej szkole zapewnione musi być 50 godzin rocznie z każdego z ośmiu przedmiotów.
| Przedmiot w MYP                                                   | Odpowiednik w polskim gimnazjum                       |
| ----------------------------------------------------------------- | ----------------------------------------------------- |
| Nauka języka (ang. language acquisition)                          | Język nowożytny (drugi język obcy)                    |
| Język i literatura (ang. language and literature)                 | Język ojczysty, język nowożytny (pierwszy język obcy) |
| Jednostki i społeczności (ang. individuals and societies)         | Historia, WOS                                         |
| Przedmioty przyrodnicze (ang. sciences)                           | Fizyka, Biologia, Chemia, Geografia                   |
| Matematyka (ang. mathematics)                                     | Matematyka                                            |
| Sztuka (ang. arts)                                                | Plastyka, Muzyka                                      |
| Fizyczna i medyczna edukacja (ang. physical and health education) | Wychowanie fizyczne, Wychowanie do życia w rodzinie   |
| Design                                                            | -                                                     |

## Szkoły uczestniczące w Middle Years Programme w Polsce
- II Liceum Ogólnokształcące imienia Mieszka I w Szczecinie
- ATUT Dwujęzyczna szkoła podstawowa (wcześniej również gimnazjum) we Wrocławiu[5]
- Gimnazjum Dwujęzyczne Nr 26 im. we Wrocławiu[6]
- I Liceum Ogólnokształcące Dwujęzyczne im. E. Dembowskiego w Gliwicach[7]
- III Liceum Ogólnokształcące w Gdyni[8]
- International School of Bydgoszcz[9]
- Zespół Szkół nr 1 im. Ignacego Paderewskiego[10]
- Monnet International School[11]
- Prywatne Gimnazjum Paderewski w Lublinie[12]
- Wroclaw International School and IHSW[13]
- II Liceum Ogólnokształcące im. Anny z Sapiehów Jabłonowskiej w Białymstoku[14]
- XXXIII Liceum Ogólnokształcące Dwujęzyczne im. Mikołaja Kopernika w Warszawie
- V Liceum Ogólnokształcące im. gen. Jakuba Jasińskiego we Wrocławiu
- II Liceum Ogólnokształcące im. Hetmana Jana Tarnowskiego w Tarnowie[15]